# Корита (Оток)
Корита (хорв. Korita) — населений пункт у Хорватії, у Сплітсько-Далматинській жупанії у складі громади Оток.

## Населення
Населення за даними перепису 2011 року становило 3 осіб.
Динаміка чисельності населення поселення:

## Клімат
Середня річна температура становить 10,26 °C, середня максимальна – 24,04 °C, а середня мінімальна – -4,56 °C. Середня річна кількість опадів – 991 мм.
| Клімат поселення                              | Клімат поселення | Клімат поселення | Клімат поселення | Клімат поселення | Клімат поселення | Клімат поселення | Клімат поселення | Клімат поселення | Клімат поселення | Клімат поселення | Клімат поселення | Клімат поселення | Клімат поселення |
| Показник                                      | Січ.             | Лют.             | Бер.             | Квіт.            | Трав.            | Черв.            | Лип.             | Серп.            | Вер.             | Жовт.            | Лист.            | Груд.            |                  |
| Середній максимум, °C                         | 7,62             | 8,11             | 11,23            | 15,02            | 19,61            | 23,40            | 24,04            | 23,95            | 19,76            | 15,60            | 10,62            | 7,72             |                  |
| Середня температура, °C                       | 1,52             | 2,03             | 5,16             | 8,96             | 13,53            | 17,32            | 19,54            | 19,43            | 15,25            | 11,09            | 6,11             | 3,22             |                  |
| Середній мінімум, °C                          | −4,56            | −4,06            | −0,92            | 2,85             | 7,45             | 11,23            | 15,04            | 14,92            | 10,72            | 6,58             | 1,58             | −1,3             |                  |
| Норма опадів, мм                              | 78               | 70               | 74               | 83               | 68               | 71               | 48               | 61               | 87               | 113              | 130              | 108              |                  |
| Середньомісячна швидкість вітру, м/с          | 2.42             | 2.77             | 2.85             | 2.74             | 2.46             | 2.16             | 2.12             | 2.04             | 2.24             | 2.35             | 2.72             | 2.77             |                  |
| Середньомісячна сонячна радіація, кДж/м²·день | 5414             | 8133             | 11801            | 16058            | 19728            | 22410            | 24148            | 21166            | 15826            | 10355            | 5956             | 4613             |                  |
| --------------------------------------------- | ---------------- | ---------------- | ---------------- | ---------------- | ---------------- | ---------------- | ---------------- | ---------------- | ---------------- | ---------------- | ---------------- | ---------------- | ---------------- |
| Джерело:                                      |                  |                  |                  |                  |                  |                  |                  |                  |                  |                  |                  |                  |                  |